# Sejong de Grote
Sejong de Grote (7 mei 1397 - 8 april 1450) was de vierde koning van de Joseondynastie van Korea. Hij is vooral bekend geworden als de uitvinder van het Koreaanse alfabet hangul ondanks sterke oppositie van de geletterde elite uit die tijd die het gebruik van hanja (Chinees schrift) prefereerde.
Sejong is een van de twee Koreaanse heersers die postuum geëerd werd met de titel de Grote, de andere was Gwanggaeto de Grote van Koguryo.
Hij liet het paleis Changgyeonggung bouwen.

## Jeugd en troonopvolging
Sejong, in zijn jeugd I do (이도, 李祹) genaamd, was de derde zoon van koning Taejong van Joseon. Op zijn zestiende trouwde hij met de dochter van de eerste minister, Sim On (심온), die bekendstaat als vrouwe Sim (심씨, 沈氏). Zijn vrouw werd later koningin Soheon (소헌왕비; 昭憲王妃). Reeds op jonge leeftijd bleek dat Sejong een pientere jongeman was, en hij genoot daarom de voorkeur van zijn vader boven zijn twee oudere broers voor de troonopvolging.
Zijn twee broers die te horen kregen dat Sejong voorbestemd was om de troon te bestijgen, begonnen zich te misdragen aan het hof, wat uiteindelijk leidde tot verbanning. Op die manier kwam voor Sejong de weg vrij. In juni 1418 deed Taejong afstand van de troon en in augustus van datzelfde jaar werd Sejong tot koning gekroond in Seoel.

## Volledige postume naam
- Koning Sejong Jangheon Yeongmun Yemu Inseong Myeonghyo de Grote van Korea
- 세종장헌영문예무인성명효대왕
- 世宗莊憲英文睿武仁聖明孝大王

- Bibsys: 6035386
- Bibliothèque nationale de France: cb13621406f (data)
- Gemeinsame Normdatei: 12119423X
- International Standard Name Identifier: 0000 0001 2030 048X
- Library of Congress Control Number: n80056912
- Bibliotheek van het Japanse parlement: 00624530
- Nationale Bibliotheek van Tsjechië: jx20081118014
- Nationale Bibliotheek van Israël: 987007307269105171
- Nationale Bibliotheek van Polen: a0000002089671
- Nederlandse Thesaurus van Auteursnamen: 113534108
- LIBRIS: 318242
- SNAC: w6bc591s
- Système universitaire de documentation: 066911184
- Union List of Artist Names: 500356739
- Virtual International Authority File: 87107157
- WorldCat: E39PBJmxTP7df9kqTybV9GC84q